# 松浦亜弥 (2006年のパチンコ機)
松浦亜弥 （まつうらあや）とは、2006年8月にビスティが発売した、歌手の松浦亜弥とタイアップしたパチンコ機のシリーズ名。
CR松浦亜弥SF-TとCR松浦亜弥XF-TとCR松浦亜弥UF-TVの3機種がある。

## 概要
液晶型のデジパチ。本機は、宇宙一のアイドルを目指して飛び立った松浦亜弥が、スペースコンサートを開催し、さらに惑星の危機を救うべく大活躍するアドベンチャーストーリーを15インチの大型液晶上で再現している。
様々なヒット曲をアレンジしたBGMやPVも搭載されている。確変大当たり時には、ヒット曲のPVがメドレー形式で流れるので、大当たり中は見て聴いて楽しむことができる。
本機には、15ラウンドの大当たりの他に突然確変も搭載されている。シリーズ機でスペックは異なるが、共通して突然確変の割合は低めとなっている。
同時期に発売された機種と比較しても、出玉あり大当たりの割合が高いという特徴がある。
通常図柄で大当たりした場合の再抽選アクションは、大当たりラウンド中のみ発生する可能性がある。大当たりラウンド開始前、終了後の再抽選アクションは本機には搭載されていない。
通常時に選択できる3種類のモードに加え、突然突入する特殊モード、突然確変時に突入する専用モードと時短中専用モードと、様々なモードが搭載されている。
滞在するモードごとに異なるアクションが用意されており、演出パターンは多彩である。

## スペック
- CR松浦亜弥SF-T
  - 賞球数 3&4&10&15
  - 大当たり最高継続 15R（9カウント）
  - 大当たり確率 1/397.2
  - 確変中大当たり確率　1/39.7
  - 確変継続率　63%（突然確変を含む）
  - 確変期間　次回大当たりまで/リミッターなし
  - 時短システム　全ての大当たり終了後　100回転
- CR松浦亜弥XF-T
  - 賞球数 3&4&10&14
  - 大当たり最高継続 15R（9カウント）
  - 大当たり確率 1/344.9
  - 確変中大当たり確率　1/34.4
  - 確変継続率　61%（突然確変を含む）
  - 確変期間　次回大当たりまで/リミッターなし
  - 時短システム　全ての大当たり終了後　100回転
- CR松浦亜弥UF-TV
  - 賞球数 3&4&10&14
  - 大当たり最高継続 15R（9カウント）
  - 大当たり確率 1/249.2
  - 確変中大当たり確率　1/24.9
  - 確変継続率　37%（突然確変を含む）
  - 確変期間　次回大当たりまで/リミッターなし
  - 時短システム　全ての大当たり終了後　100回転

## 図柄
確変図柄
- 1
- 3
- 5
- 7

通常図柄
- 2
- 4
- 6
- 8

## 演出
通常時演出モード
通常時の演出モードは「宇宙船内モード」「買い物モード」「通信モード」の３種類あり、デジタル回転停止時にボタンを押すとモードを選択することが出来る。
それぞれ独自の予告アクションが発生し、BGMも異なるので、好みで選んでプレイできる。
各モードにランダムに変化する「ランダムモード」も搭載されている。
ランダムモード中のステージチェンジには法則性があり、移行先の法則が崩れれば期待大となる。
いずれのモードも群予告が出現すれば激熱である。
- お買い物モード

松浦亜弥がマネージャーとスタイリストと共に街中にショッピングに出かけるモード。
喫茶店や占い、美容室など様々な発展パターンがあり、スタイリストが行き先を告げるパターンも存在する。
モードBGMは「ね〜え?」である。
- 宇宙船内モード

松浦亜弥登場から段階的に発展していく「ステップアップ予告」が基本となるモード。様々なミニキャラが出現することがある。
モードBGMは「トロピカ〜ル恋して〜る」である。
- 通信モード

松浦亜弥と通信を交わした相手や内容によって期待度が変化するモード。宇宙船内モード同様にミニキャラが出現することがある。
モードBGMは「ドッキドキ!LOVEメール」である。
予告アクション
滞在モードによって大きく異なるアクションと、モード共通の予告まで多彩な演出が搭載されている。

- お買い物モード限定予告

松浦亜弥がショッピングに繰り出し、行き先や出現するアイテムで信頼度が変化する。
松浦亜弥のセリフや表情、チビあややが持つメッセージボードの内容によって信頼度が激変するという特徴がある。
- 宇宙船内モード限定予告

松浦亜弥登場→松浦亜弥がポーズ→マネージャー･スタイリスト登場→3人でポーズの四段階が存在する。
ステップ3以上でリーチ確定、ステップ4ならスーパーリーチ発展の大チャンスとなる。
- 通信モード限定予告

通信相手や通信内容によって信頼度が変化する。メッセージプレートの色がオレンジの場合はスーパーリーチ発展のチャンスとなる。
リーチ中に液晶横のロケット役物が上昇すると大チャンスとなる。
- 群予告

リーチ発展直後に発生する可能性がある激熱予告。演出モードによって発生する群が異なり、宇宙船内モードでは「チビあやや群」、お買い物モードでは「あややロボ群」、通信モードでは「ロケット群」が出現する。
- 擬似連続予告

チャンス目停止後、最大で2回転継続する擬似連続演出。同一保留内でリーチに発展すれば信頼度がアップする。ランダムモードのステージチェンジ時に出現することが多い。
液晶横のロケット型役物は、期待度メーターのような役割があり、ロケットが上昇するほどチャンスとなる。他にもスベリや戻り演出もあり、後者発生時は信頼度アップとなる。
リーチアクション
ノーマルリーチとロングリーチ以外に4種類のスーパーリーチを搭載している。
ノーマルからスーパーに発展する前には必ずスーパー発展アクションを経由する。この時の松浦亜弥の衣装が豹柄なら激熱である。
ロングリーチは、ノーマル後にスーパー発展アクションが発生しなかった時に突入することがある。滞在モードによってリーチ演出が異なる。
スーパーリーチ発展時の演出も滞在モードによって変化する。お買い物モードの場合なら、松浦亜弥が着替えた衣装によって発展先が決定する。
- テニスリーチ

エイリアンとのテニス対決演出。必殺レシーブorスマッシュを繰り出し大当たり図柄を狙い打つ。
チャンスアップパターンとして、「めっちゃローリングスマッシュ」発生や、実写カットインが発生がある。実写カットイン発生は期待大の演出である。
- アスレチックリーチ

松浦亜弥がアスレチックレースでゴールを目指す。ノーマル段階の大当たり信頼度が高くはないが、ノーマルハズレ後に実写カットインが発生すればチャンスで、SPに発展する。
SP発展時は、レーザーロープを登り切れば大当たりとなる。
- コンサートリーチ

テンパイライン数で流れるPVが変化する。シングルライン時は「The 美学」、ダブルライン時は「LOVE涙色」のPVが流れる。
一旦ハズレ後に、「まだまだ！」のかけ声が発生すると、激熱の「Yeah! めっちゃホリディ」に発展する。
- 惑星の危機を救え！リーチ

松浦亜弥がロボットを操作し敵ロボットと対決。最大で3回の攻防が発生し、3回目に松浦亜弥が攻撃を繰り出せば大当たり確定となる。
攻防時の技の種類によっても信頼度が変化し、松浦亜弥が「ラブラブビーム」を繰り出せば激熱である。
大当たり中楽曲
確変図柄で大当たりすると、大当たり中に「LOVE涙色」･「ね〜え?」･「The 美学」･「Yeah! めっちゃホリディ」の4曲のメドレーがPV付きで楽しめる。
通常図柄で大当たりし場合は、「♡桃色片想い♡」のPVが流れる。この途中でカットインが発生し、「トロピカ〜ル恋して〜る」に切り替われば確変に昇格する。

確変大当たり5連チャン以上で、「ドッキドキ!LOVEメール」のPV、が流れるようになる。
メドレーモード
松浦亜弥の誕生日である「625」停止後に、星が降って次々と実写映像がカットインすれば突然確変「メドレーモード」に突入する。
メドレーモード中は、次回大当たりまでPVが流れ続ける。このメドレーモードの突入率は、同時期の突然確変搭載機種と比較しても、低めとなっている。
SF-Tの当選率が4.1%、XF-Tの当選率が4.3%、UF-TVの当選率が7%となっている。
メドレーモードと思わせて全回転リーチに発展するサプライズパターンも存在する。
、全回転リーチ発生時は、全ての図柄が確変図柄のみになる。
レッスンモード
時短中限定の専用演出モード。時短中は通常時と異なる専用演出に変わる。
レッスン風景が舞台となっており、ダンスが決まればリーチになるなど、松浦亜弥の動きがキーポイントとなる。
スタイリストとマネージャーの動きやセリフも、リーチを示唆するパターンなどがある。
ときめきモード
通常時に突然突入するチャンスモード。画面がピンクになり、実写の松浦亜弥が多彩な表情とポーズを織り交ぜてしゃべり、そのセリフで信頼度が変化する。
突入時のセリフの文字色にもチャンスアップパターンが存在する。虹色の場合はプレミアムで大当たり確定となる。
ときめきモード突入時の回転は、スーパーリーチが確定する。平均滞在ゲーム数は12回転ほどで、大当たり確率がアップしているというわけではない。
- ときめきモード中プレミアムセリフ

店員さーん、箱持ってきてください
おめでとうございまーす
お・ま・た・せ
わーいわーい
ばんざーい(ばんざーい)
大当り
きましたよー
きてますよー
私の他に大切な人がいるなんて
この想いを受け取ってください
すーきっ
大好き
ちゅ
松浦、確率変動に突入します

## コンシューマ移植
- 必勝パチンコ★パチスロ攻略シリーズ Vol.8 CR松浦亜弥(PlayStation 2用)
  - 『必勝パチンコ★パチスロ攻略シリーズ Vol.8 CR松浦亜弥』(PlayStation 2、ディースリー・パブリッシャー、2006年11月30日発売、SLPS-25699、JAN-45-27823-99411-9)にCR松浦亜弥SF-Tが収録。